# 冨田和音
冨田 和音（とみた かずね、1955年7月22日 - ）は、愛知県出身の元アナウンサー、元稲沢市議会議員（1期）。愛知県中島郡祖父江町（現・愛知県稲沢市）生まれ。アナウンサー時代は、CBCテレビに所属していた。

## 来歴
愛知県中島郡祖父江町生まれ。東海高等学校から、関西学院大学社会学部卒業。
社会人入学の58歳で、名古屋工業大学大学院博士前期課程修了。

### CBCアナウンサー
1980年4月CBC（中部日本放送）に入社。アナウンス部に所属（1980年～1998年、2013年〜2019年）。2019年退職。

### 稲沢市議会議員
2019年9月22日投開票の稲沢市議会議員選挙に無所属で立候補し、当選した。
2023年9月24日投開票の稲沢市議会議員選挙に再選を目指し立候補したが、前回選挙での得票数の半数程度である829票しか獲得できず、次点で落選した。

## CBCアナウンサー時代の担当番組

### テレビ番組
- 誘われタイム24時（1987年10月 - 1988年9月）
- カラッと空オケ（1988年10月 - 1989年9月）
- 興味のルツボ 〜ウィークエンドDADADA〜（1994年4月 - 1998年3月）
- CBCニュースワイド（1997年4月 - 1998年3月、週末版担当）
- ザ・ベストテン - 追っかけマン

### ラジオ番組
- ギャルギャルコーベ（ラジオ関西　1978年10月 - 1979年3月、関学4年の時、谷山浩子、西島三重子、中島みゆきと週替わりで共演）
- 星空ワイド 今夜もシャララ（1980年10月 - 1982年9月、金曜パーソナリティ）
- 全日空 ミュージックフライト（1980年10月 - 1981年9月、八島洋子と共にパーソナリティ ）
- 0時半です松坂屋ですカトレヤミュージックです（1980年10月 - 1998年11月、パーソナリティ）
- ディスコでフィーバー（安藤真由美とマーシー・フランセスと共演）
- 冨田和音のぽっぷん王国（1986年11月 - 1990年3月、パーソナリティ）
- 土曜天国（1984年4月 - 1988年4月、パーソナリティ）
- CBC歌謡ベストテン（1988年4月 - 1989年9月、パーソナリティ）[2]
- FM DEPO（1989年7月 - 1989年11月、DJ）
- CREATIVE COMPANY 冨田和音株式会社（1989年10月 - 1994年3月、パーソナリティ）
- SUNDAY SHOCK RADIO GAGA（1995年4月 - 1996年9月、パーソナリティ）

## 映画
- 厨房男子（高野史枝監督、2015年、ドキュメンタリー）[3]